# ツ駅
ツ駅（ロシア語: Станция Ту）はロシア連邦アムール州シマノフスキー地区ツにある、ロシア鉄道（РЖД）の駅。シベリア鉄道上の駅であるが、列車は停車しない。駅周辺の集落の人口も2002年時点では3人いたが、2010年の集計以降0人である。